# Осми конгрес на Илинденската организация
Осмият редовен конгрес на Илинденската организация се провежда между 26 и 28 ноември 1933 година в София. На него участват делегати от централното дружество и клоновете на Илинденската организация в Царство България.
Конгресът е открит от председателя на Ръководотното тяло Кирил Христов Совичанов. За председател на временното конгресно бюро е избран Тома Николов, за секретар Стефан Аврамов, а в постоянно бюро влизат Петър Ацев – председател, Димитър Поппандов – подпредседател и секретари са Стефан Аврамов и Никола Киров.
Избрани са комисии: 1) за проверка на пълномощията Александър Евтимов, Александър Сапунджиев и Ат. Стоянов; 2) за резолюциите Петър Мърмев, Лазар Томов, Сребрен Поппетров; 3) за бюджета: Антон Кецкаров, Евстатий Чальовски, Александър Развигоров и К. Сараилиев; 4) за изменение на устава и правилника на посмъртната каса Христо Шалдев, Траян Конов, Антон Янев и Димитър Спространов.
В новото ръководно тяло на организацията са избрани Лазар Томов (председател), Димитър Поппандов (подпредседател), Антон Кецкаров (касиер), Христо Шалдев (секретар) и Борис Груев, а за подгласници Александър Сапунджиев, Никола Киров и Лука Групчев. В контролната комисия влизат Георги Белев, Аристид Дамянов и Траян Конов с подгласници Евстатий Чальовски и Д. Г. Динев.
Дотогавашният председател Кирил Христов единодушно е провъзгласен за почетен председател на Илинденската организация.